# Parafia Przemienienia Pańskiego w Mielniku
Parafia pw. Przemienienia Pańskiego w Mielniku - rzymskokatolicka parafia należąca do dekanatu siemiatyckiego, diecezji drohiczyńskiej, metropolii białostockiej. Erygowana około 1420 roku. Prowadzą ją sercanie biali.

## Obszar parafii

### Miejscowości i ulice
W granicach parafii znajdują się miejscowości:

- Grabowiec,
- Końskie Góry,
- Mielnik,
- Moszczona Królewska,
- Osłowo,
- Poręby,
- Radziwiłłówka
- Wajków